# Spéléologie en Suisse

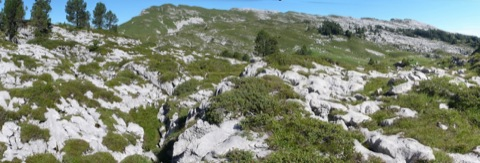
Vue du Lapiaz du Siebenhengste-Hohgant-Höhle dans l'Oberland bernois.

La spéléologie en Suisse compte de nombreux adeptes.

## Karst suisse
Le territoire suisse compte de nombreux massifs karstiques où l'on peut pratiquer la spéléologie :
- Massif du Jura (Weissenstein, Creugenat, grottes de Réclère, grottes aux Fées de Vallorbe, ...)
- Alpes et Préalpes suisses
  - Gastlosen
  - Alpes glaronaises (Hölloch et Siebenhengste-Hohgant-Höhle dans la Muotatal). Il est à noter que le Hölloch, découvert en 1875 et exploré dans les années 1950/60?? a un moment détenu le record de la plus longue cavité naturelle. Elle totalise en 2017, 203 094 m de galeries pour une dénivelée de 939 m[1].
  - Alpes uranaises (Bettenhohle)
  - Alpes valaisannes (lac souterrain de Saint-Léonard)

## Organisation de l'activité
Les clubs ou sections de spéléologie sont regroupés au sein de la Société suisse de spéléologie (SSS/SGH). La SSS est une association d’amis du monde souterrain. Elle encourage la pratique scientifique et sportive de la spéléologie, l’étude du karst et les expéditions dans les zones karstiques. Elle se propose d’étendre la connaissance du monde souterrain et du karst suisses, d’en sauvegarder l’originalité, l'intégrité et la beauté. Elle peut aussi s’intéresser à des études et des explorations à l’étranger.

## Organisation des secours
Le Spéléo-secours suisse est une commission de la Société suisse de spéléologie. Il comporte 8 colonnes régionales couvrant l'ensemble du territoire national, 3 colonnes spécialisées (renforts, plongée, artificiers), 12 médecins et deux groupes spécialisés (pompages et canyons). Il compte environ 220 secouristes qui organisent régulièrement des exercices de sauvetage et collaborent avec la REGA (Rettungsflugwacht Et Garde Aérienne - 1414).

## Accès et réglementation
La pratique de la spéléologie en Suisse est libre. 

## Cavités remarquables

### Grottes touristiques
- Les grottes de Réclère dans le canton du Jura.
- Les moulins souterrains du Col des Roches près du Locle.
- Les grottes de Vallorbe (Orbe souterraine).
- La grotte aux Fées de Saint-Maurice (Valais).
- Le Lac souterrain de Saint-Léonard (Valais).
- La grotte de Saint-Béat au nord du lac de Thoune.
- Les Höllgrotten à Baar (Zoug).
- Le Hölloch dans le Muotathal (Schwytz).
- La Kristallhöhle à Kobelwald (Saint-Gall).

toutes les grottes touristiques de Suisse sont regroupées sur le site grotte.ch 

### Grottes-écoles

#### Initiation
La plupart des sections (clubs) affiliés à la Société Suisse de Spéléologie (SSS) organisent des initiations. Vous trouverez la liste des clubs sur le site www.speleo.ch

### Siphons
La Suisse compte également de nombreux plongeurs-spéléo qui se sont illustrés aussi bien dans le pays qu'à l'étranger.  L'accès à certaines cavité n'est parfois possible qu'en forçant un siphon.

### Ascension souterraine d'une montagne
Le vendredi 23 août, une équipe de spéléologue de l'association des Folliu-Bornés a réalisé l'ascension souterraine du Vanil des Artses. En entrant par la grotte du Dragon, il a été possible de ressortir, après 230 mètres de dénivellation positive, à 25 mètres du sommet par une cavité encore inconnue, le gouffre de l'Eau de là. Cette ascension d'une montagne « par l'intérieur » est réalisée 75 ans après la conquête du dernier versant inviolé des Alpes, la face nord de l'Eiger.

## Grandes expéditions/explorations
- SiebenHengste-Hogant : 156 km de galeries pour 1340 m de dénivellation.
- Ascension du Vanil des Artses par la grotte du Dragon,
- Les grottes aux Fées à Vallorbe, canton de Vaud.
- Le réseau des Morteys en Gruyère, canton de Fribourg.
- Le réseau du Folliu Borna en Gruyère, canton de Fribourg.
- La grotte du Glacier aux rochers de Naye, canton de Vaud.
- Le gouffre de Longirod dans le canton de Vaud.
- Gouffre du Petit Pré dans le canton de Vaud.
- Grotte du Poteux dans le canton du Valais.

## Faune et flore

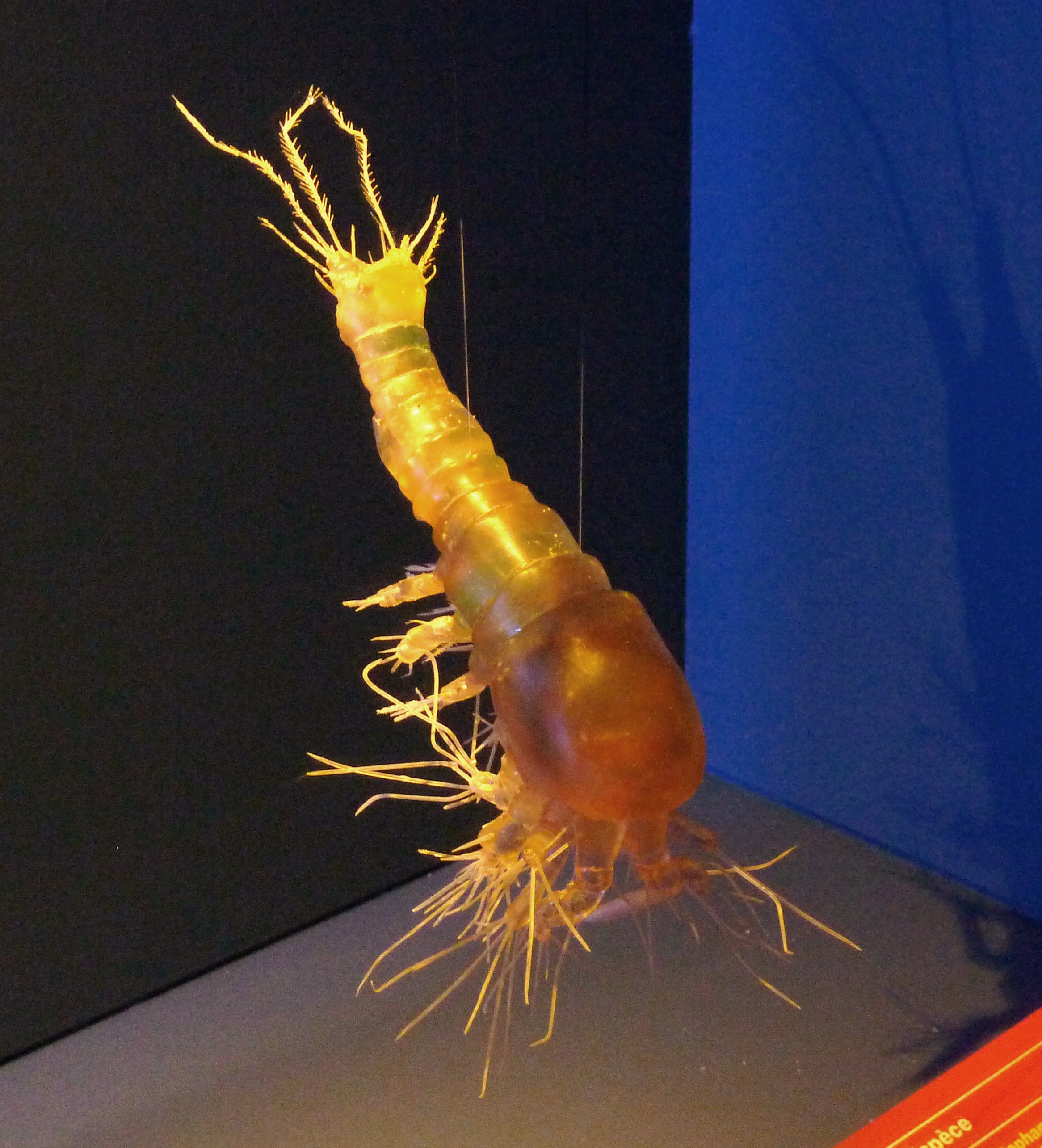
Reconstitution de Gelyella monardi au Muséum d'histoire naturelle de Genève. Ce copépode est endémique du karst des gorges de l'Areuse, dans le canton de Neuchâtel.

## Principaux massifs

### Massif du Jura
Le massif du Jura est particulièrement réputé pour sa grande diversité karstique. Cette rubrique traitera plus particulièrement de la partie romande du Jura. Les cavités du Jura vaudois (ouest et est) sont recensées dans des inventaires.